# Johnny - Una nuova vita
Johnny - Una nuova vita (Johnny) è un film del 2021, diretto da Daniel Jaroszek.
Il film ripercorre gli ultimi anni di vita di Jan Kaczkowski, prete cattolico polacco morto nel 2016 dopo una intensa attività nel sociale che ha lasciato il segno nel paese.
Nelle sale polacche il film è stato un grande successo con 800.000 ingressi in sala nel 2022. 

## Trama
Patryk, un giovane polacco dedito alle droghe e ai piccoli furti, finisce per l'ennesima volta in prigione. In attesa di giudizio gli viene data la possibilità di svolgere dei servizi sociali, in alternativa al carcere.
Viene così affidato ad un ospizio di Puck, appena creato grazie all'abnegazione di un prete cattolico, Jan Kaczkowski, che lo ha eretto e lo conduce, nonostante l'ostilità delle stesse autorità ecclesiastiche.
Jan, di salute cagionevole sin da piccolo, a soli 35 anni ha scoperto di avere un cancro incurabile, ma questo non ne frena l'entusiasmo e, anzi, lo spinge a fare sempre di più, consapevole che il tempo che gli rimane in questo mondo è molto limitato.
Vivrà più dei sei mesi diagnosticatigli, ma pian piano si vedrà limitato nel fisico. Dedicatosi da subito a Patryk, dà al ragazzo responsabilità e fiducia, vedendo in lui capacità che neanche lui stesso era mai stato capace di scorgere.
La quotidianità con dei malati terminali determina una grande sofferenza in Patryk che riceve tantissimo nei rapporti umani che si instaurano con sconosciuti ai quali caritatevolmente il ragazzo diventa capace di dare un sostegno spirituale, oltre alla normale assistenza alla quale è destinato.
Jan scopre l'abilità di Patryk in cucina e si spende per farlo studiare ma quando si arriva al processo, nonostante tutte le testimonianze a favore sul suo percorso di riabilitazione, il giudice inflessibile lo condanna a tre anni di detenzione.
Con le armi che ha a disposizione, Jan riesce a far ridurre la pena all'amico Patryk, che può tornare all'ospizio e alla sua amata Žaneta, una giovane volontaria conosciuta durante il suo servizio sociale obbligatorio.
Dopo grandi sofferenze, Jan muore, lasciando una grande opera e un'eredità fatta di vite rinnovate, come quella di Patryk che prenderà a condurre un ristorante come capo cuoco, dopo aver formato una famiglia con due figli.

## Distribuzione
Il film è stato distribuito sulla piattaforma Netflix dal 23 marzo 2023.

## Riconoscimenti
- 2023 - Polskie Nagrody Filmowe[2]
  - Miglior attore  (Dawid Ogrodnik)
  - Migliore attrice non protagonista  (Maria Pakulnis)
  - Miglior make-up (Liliana Gałązka)
  - Premio del pubblico